# Dieter Hecking
Dieter Hecking (Castrop-Rauxel, 12 settembre 1964) è un allenatore di calcio, dirigente sportivo ed ex calciatore tedesco, di ruolo centrocampista, tecnico del Bochum.

## Carriera

### Allenatore

#### Inizi (2000-2004)
Il 1º luglio 2000 Hecking diventa il nuovo allenatore dell'SC Verl, squadra militante in Regionalliga Nord. Siede per la prima volta in panchina un mese dopo, 1º agosto, nella sconfitta per 2-0 contro l'Eintracht Braunschweig. Ha condotto la squadra per 20 partite prima di essere licenziato il 31 gennaio 2001.
La sua ultima gara, alla guida del Verl, è stata quella vinta per 2-1 contro il Tennis Borussia Berlin. Al suo esonero la squadra occupava la diciassettesima posizione in classifica. Ma comunque Hecking non è rimasto libero a lungo. Infatti subito è diventato allenatore del Lubecca, sempre in Regionalliga Nord, dal 27 marzo 2001. Tre giorni dopo fa il suo esordio sulla panchina perdendo 3-1 contro Fortuna Düsseldorf. Nelle giornate successive Hecking ha realizzato un lavoro solido portando la squadra al terzo posto ad un passo dalla promozione. Questa stagione ha posto le basi per quella successiva nella quale riesce a vincere il titolo e, quindi, ad ottenere la promozione in 2. Fußball-Bundesliga mentre in Coppa è stato eliminato dal Werder Brema. Hecking, poi, guida la squadra a un tranquillo 11º posto nella stagione 2002-2003 venendo sempre eliminato in coppa questa volta dal Duisburg. La stagione seguente, invece, ha avuto dei risultati misti. Disastrosi in campionato, concluso all'ultimo posto e con conseguente retrocessione in Regionalliga Nord e positivi in Coppa di Germania dove il cammino si ferma alle semifinali ai danni, ancora una volta, del Werder Brema. Dunque a fine stagione il Lubecca ha deciso di non estendergli il contratto e lascia, così, la squadra il 25 maggio 2004.

#### Alemannia Aquisgrana (2004-2006)
Di nuovo Hecking non rimane senza allenare a lungo. Infatti una settimana dopo, un'altra squadra della seconda liga tedesca, l'Alemannia Aquisgrana, annuncia di aver deciso di affidargli le redini della squadra dopo la partenza di Jorg Berger. La prima partita su questa panchina si conclude in pareggio contro l'Eintracht Francoforte disputata il 9 agosto 2004. Durante la stagione 2004-2005 l'Alemannia partecipa anche alla Coppa UEFA dove hanno raggiunto il secondo turno eliminati dall'AZ Alkmaar. Anche in Coppa di Germania il cammino si conclude al secondo turno ai danni del Bayern Monaco. In campionato si posiziona al sesto posto. La stagione successiva, 2005-2006, inizia l'8 agosto con la sconfitta per 2-1 ai danni dell'Erzgebirge Aue. Ancora una volta il cammino in Coppa di Germania si conclude al secondo turno eliminato dall'Hannover. In campionato, grazie al secondo posto, riesce ad ottenere la promozione in Bundesliga. Nella stagione successiva, però, la sua esperienza in massima serie sulla panchina dell'Alemannia Aquisgrana dura ben poco, soltanto tre gare. Una volta esonerato decide di accettare l'incarico dell'Hannover 96 e, così, il 7 settembre 2006, diventa il nuovo allenatore sostituendo Peter Neururer. Quando Hecking ha lasciato la panchina l'Alemannia si trovava al quattordicesimo posto. La sua esperienza si conclude con 42 vittorie, 14 pareggi e 27 sconfitte in 82 gare.

#### Hannover 96 (2006-2009)
Come già detto, Hecking diventa nuovo allenatore dell'Hannover il 7 settembre 2006. Assume la carica con effetto immediato proprio il 7 settembre. Tuttavia è stato Michael Schjønberg, assistente del precedente allenatore, a condurre il match di Coppa di Germania contro la Dinamo Dresda il 9 settembre. Hecking ha ereditato una squadra demoralizzata e che occupava posizioni di bassa classifica al momento del suo arrivo. Riesce a concludere la restante stagione giungendo ai quarti in coppa e comodamente all'undicesimo posto in Bundesliga. Durante la stagione seguente, 2007-2008, la squadra di Hecking viene eliminata al secondo turno dallo Schalke 04 in Coppa di Germania e conclude il campionato all'ottavo posto. L'Hannover ha iniziato la stagione 2008-2009 con la vittoria per 5-0 contro l'Hallescher FC il 9 agosto 2008. La sua squadra è nuovamente eliminata al secondo turno di Coppa di Germania dallo Schalke 04 come l'anno precedente. Conlcude la stagione portando la squadra all'undicesimo posto in campionato. Il 19 agosto 2009 poco dopo l'inizio della nuova stagione, con il club al quattordicesimo posto, rassegna volontariamente le dimissioni. La sua ultima panchina è il pareggio per 1-1 contro il Mainz. La sua esperienza si conclude con 39 vittorie, 30 pareggi e 40 sconfitte in 109 partite.

#### Norimberga (2009-2012)
Il 22 dicembre 2009 viene nominato nuovo allenatore del Norimberga sostituendo Michael Oenning. Esordisce il 17 gennaio 2010 perdendo 1-0 contro lo Schalke 04. Conclude la stagione al sedicesimo posto in campionato che lo portano a giocare e a vincere due spareggi salvezza contro l'Augusta rimanendo così in massima serie. Nella stagione successiva finisce il campionato in sesta posizione a 11 punti dal Magonza, quinto, e dunque vicino alla qualificazione all'Europa League mentre il cammino in Coppa di Germania si ferma ai quarti di finale. La stagione 2011-2012 inizia bene in coppa con la vittoria per 5-1 ai danni dell'Arminia Bielefeld. Competizione che abbandona con l'eliminazione ai sedicesimi di finale. In campionato conclude al decimo posto. Nella stagione successiva Hecking, grazie ad una clausola nel suo contratto, abbandona il club rossonero dopo la sua ultima partita, giocata il 16 dicembre 2012 e pareggiata 1-1 contro il Wolfsburg, con la squadra al quattordicesimo posto in classifica. Hecking ha collezionato in totale con il Norimberga 42 vittorie, 23 pareggi e 47 sconfitte in 112 panchine.

#### Wolfsburg (2012-2016)
Il 22 dicembre 2012 diventa nuovo allenatore del Wolfsburg. Durante la sua prima stagione perde due volte contro il Bayern Monaco: il 15 febbraio 2013 in campionato per 2-0 e più pesantemente il 16 aprile successivo per 6-1 in Coppa di Germania. La prima stagione si conclude con un piazzamento all'undicesimo posto. Quella successiva, 2013-2014, si apre con la vittoria per 3-1 contro il Karlsruher SC in Coppa di Germania competizione nella quale riesce ad arrivare fin alle semifinali sconfitto però questa volta dal Borussia Dortmund. In campionato grazie al quinto posto raggiunto riesce a qualificarsi per la successiva edizione di Europa League. Nel 2014-2015 compie un ottimo cammino in Europa League giocando anche un ottimo calcio eliminando squadre quotate per la vittoria finale quali Sporting Lisbona e Inter ma chiudendo ai quarti di finale eliminato dal Napoli di Rafa Benitez e migliora la posizione finale di campionato arrivando al secondo posto a 10 punti dal Bayern campione, qualificandosi così per la successiva Champions League. Il 30 maggio riesce a conquistare il suo primo importante trofeo, la Coppa di Germania vincendo 3-1 contro il Borussia Dortmund di Jürgen Klopp. Grazie alla vittoria di questo trofeo, all'inizio della stagione successiva, 2015-2016 vince la Supercoppa di Germania ai rigori contro il Bayern Monaco di Pep Guardiola. Il cammino in Champions League si arresta ai quarti di finale contro il Real Madrid dopo aver vinto il gruppo B dei gironi e aver battuto il Gent agli ottavi di finale. In campionato, tuttavia, non riesce a ripetere l'exploit dell'anno precedente e a causa di un cammino altalenante conclude all'ottavo posto. Poco dopo l'inizio della stagione successiva, il 17 ottobre 2016, viene esonerato a causa della sconfitta per 1-0 contro il RB Lipsia e per la brutta posizione in campionato (14º) dopo sette giornate. Conclude, quindi, la sua storia con il Wolfsburg con 81 vittorie, 42 pareggi e 43 sconfitte in 166 partite.

#### Borussia Mönchengladbach (2016-2019)
Il 21 dicembre 2016 subentra a stagione in corso sulla panchina del Borussia Mönchengladbach, firmando un contratto fino al 2019. Debutta con tre vittorie nelle sue prime quattro partite di campionato e chiude l'annata con il nono posto e l'eliminazione ai quarti di finale di Coppa di Germania. Nel 2017-2018 il Borussia replica il nono posto, mentre nel 2018-2019 chiude quinto, piazzamento che vale la qualificazione ai gironi di UEFA Europa League. Come noto da aprile, alla fine della stagione Hecking lascia il club di Mönchengladbach alla scadenza naturale del contratto.

#### Amburgo (2019-2020)
Il 29 maggio 2019 si accorda con l'Amburgo, firmando un contratto di un anno. Il 4 luglio 2020, dopo aver mancato la promozione in Bundesliga, risolve il contratto con il club in modo consensuale.

#### Ritorno al Norimberga (2020-2024)
Una volta lasciato l'Amburgo, Hecking ritorna al Norimberga, militante in seconda serie tedesca, questa volta in veste dirigente sportivo. A febbraio 2023, in seguito all'esonero di Markus Weinzierl, torna a sedere, dopo undici anni, sulla panchina del club rossonero, conducendolo alla salvezza in seconda serie, ottenuta nell'ultima giornata di campionato. Nonostante questo, Hecking non viene confermato come allenatore per la stagione seguente, venendo sostituito da Cristian Fiél, ma mantiene la carica di dirigente sportivo, per poi venire esonerato anche da essa a maggio 2024.

#### Bochum
Il 5 novembre 2024, più di 5 anni dopo l'ultima esperienza in massima serie, Hecking torna a sedersi sulla panchina di un club di Bundesliga, venendo ingaggiato a stagione in corso come allenatore del Bochum, fanalino di coda in classifica, con un solo punto conquistato in 9 partite. In 25 partite Hecking ottiene 24 punti, frutto di 6 vittorie, 6 pareggi e 13 sconfitte, ma non riesce ad evitare la retrocessione del club in seconda divisione. L'allenatore viene comunque confermato anche per la stagione seguente in 2. Bundesliga.

## Statistiche

### Statistiche da allenatore
Statistiche aggiornate al 17 maggio 2025. In grassetto le competizioni vinte.
| Stagione                    | Squadra                     | Campionato                  | Campionato | Campionato | Campionato | Campionato | Coppe nazionali | Coppe nazionali | Coppe nazionali | Coppe nazionali | Coppe nazionali | Coppe continentali | Coppe continentali | Coppe continentali | Coppe continentali | Coppe continentali | Altre coppe | Altre coppe | Altre coppe | Altre coppe | Altre coppe | Totale | Totale | Totale | Totale | % Vittorie | Piazz.      |
| Stagione                    | Squadra                     | Comp                        | G          | V          | N          | P          | Comp            | G               | V               | N               | P               | Comp               | G                  | V                  | N                  | P                  | Comp        | G           | V           | N           | P           | G      | V      | N      | P      | %          | Piazz.      |
| --------------------------- | --------------------------- | --------------------------- | ---------- | ---------- | ---------- | ---------- | --------------- | --------------- | --------------- | --------------- | --------------- | ------------------ | ------------------ | ------------------ | ------------------ | ------------------ | ----------- | ----------- | ----------- | ----------- | ----------- | ------ | ------ | ------ | ------ | ---------- | ----------- |
| giu. 2000-mar. 2001         | Verl                        | RLNord                      | 20         | 8          | 7          | 5          | CG              | 0               | 0               | 0               | 0               | -                  | -                  | -                  | -                  | -                  | -           | -           | -           | -           | -           | 20     | 8      | 7      | 5      | 40,00      | Eson.       |
| mar.-giu. 2001              | Lubecca                     | RLNord                      | 10         | 5          | 2          | 3          | CG              | 0               | 0               | 0               | 0               | -                  | -                  | -                  | -                  | -                  | -           | -           | -           | -           | -           | 20     | 8      | 7      | 5      | 40,00      | Suben., 3º  |
| 2001-2002                   | Lubecca                     | RLNord                      | 34         | 20         | 5          | 9          | CG              | 1               | 0               | 0               | 1               | -                  | -                  | -                  | -                  | -                  | -           | -           | -           | -           | -           | 35     | 20     | 5      | 10     | 57,14      | 1º          |
| 2002-2003                   | Lubecca                     | 2.BL                        | 34         | 13         | 5          | 16         | CG              | 1               | 0               | 0               | 1               | -                  | -                  | -                  | -                  | -                  | -           | -           | -           | -           | -           | 35     | 13     | 5      | 17     | 37,14      | 11º         |
| 2003-2004                   | Lubecca                     | 2.BL                        | 34         | 9          | 12         | 13         | CG              | 5               | 4               | 0               | 1               | -                  | -                  | -                  | -                  | -                  | -           | -           | -           | -           | -           | 39     | 13     | 12     | 14     | 33,33      | 15º         |
| Totale Lubecca              | Totale Lubecca              | Totale Lubecca              | 112        | 47         | 24         | 41         |                 | 7               | 4               | 0               | 3               |                    | -                  | -                  | -                  | -                  |             | -           | -           | -           | -           | 119    | 51     | 24     | 44     | 42,86      |             |
| 2004-2005                   | Alemannia Aquisgrana        | 2.BL                        | 34         | 16         | 6          | 12         | CG              | 2               | 1               | 0               | 1               | CU                 | 8                  | 3                  | 3                  | 2                  | -           | -           | -           | -           | -           | 44     | 20     | 9      | 15     | 45,45      | 6º          |
| 2005-2006                   | Alemannia Aquisgrana        | 2.BL                        | 34         | 20         | 5          | 9          | CG              | 2               | 1               | 0               | 1               | -                  | -                  | -                  | -                  | -                  | -           | -           | -           | -           | -           | 35     | 20     | 5      | 10     | 57,14      | 2º (prom.)  |
| ago.-set. 2006              | Alemannia Aquisgrana        | BL                          | 3          | 1          | 0          | 2          | CG              | 0               | 0               | 0               | 0               | -                  | -                  | -                  | -                  | -                  | -           | -           | -           | -           | -           | 3      | 1      | 0      | 2      | 33,33      | Eson.       |
| Totale Alemannia Aquisgrana | Totale Alemannia Aquisgrana | Totale Alemannia Aquisgrana | 71         | 37         | 11         | 23         |                 | 4               | 2               | 0               | 2               |                    | 8                  | 3                  | 3                  | 2                  |             | -           | -           | -           | -           | 83     | 42     | 14     | 27     | 50,60      |             |
| set. 2006-2007              | Hannover 96                 | BL                          | 31         | 12         | 8          | 11         | CG              | 3               | 2               | 1               | 0               | -                  | -                  | -                  | -                  | -                  | -           | -           | -           | -           | -           | 34     | 14     | 9      | 11     | 41,18      | Suben., 11º |
| 2007-2008                   | Hannover 96                 | BL                          | 34         | 13         | 10         | 11         | CG              | 2               | 1               | 0               | 1               | -                  | -                  | -                  | -                  | -                  | -           | -           | -           | -           | -           | 36     | 14     | 10     | 12     | 38,89      | 8º          |
| 2008-2009                   | Hannover 96                 | BL                          | 34         | 10         | 10         | 14         | CG              | 2               | 1               | 0               | 1               | -                  | -                  | -                  | -                  | -                  | -           | -           | -           | -           | -           | 36     | 11     | 10     | 15     | 30,56      | 11º         |
| ago. 2009                   | Hannover 96                 | BL                          | 2          | 0          | 1          | 1          | CG              | 1               | 0               | 0               | 1               | -                  | -                  | -                  | -                  | -                  | -           | -           | -           | -           | -           | 3      | 0      | 1      | 2      | &0,00      | Dimiss.     |
| Totale Hannover 96          | Totale Hannover 96          | Totale Hannover 96          | 101        | 35         | 29         | 37         |                 | 8               | 4               | 1               | 3               |                    | -                  | -                  | -                  | -                  |             | -           | -           | -           | -           | 109    | 39     | 30     | 40     | 35,78      |             |
| dic. 2009-giu. 2010         | Norimberga                  | BL                          | 17+2       | 5+2        | 4          | 8          | CG              | 0               | 0               | 0               | 0               | -                  | -                  | -                  | -                  | -                  | -           | -           | -           | -           | -           | 19     | 7      | 4      | 8      | 36,84      | Suben., 16º |
| 2010-2011                   | Norimberga                  | BL                          | 34         | 13         | 8          | 13         | CG              | 4               | 3               | 0               | 1               | -                  | -                  | -                  | -                  | -                  | -           | -           | -           | -           | -           | 38     | 16     | 8      | 14     | 42,11      | 6º          |
| 2011-2012                   | Norimberga                  | BL                          | 34         | 12         | 6          | 16         | CG              | 3               | 2               | 0               | 1               | -                  | -                  | -                  | -                  | -                  | -           | -           | -           | -           | -           | 37     | 14     | 10     | 17     | 37,84      | 10º         |
| ago.-dic. 2012              | Norimberga                  | BL                          | 17         | 5          | 5          | 7          | CG              | 1               | 0               | 0               | 1               | -                  | -                  | -                  | -                  | -                  | -           | -           | -           | -           | -           | 18     | 5      | 5      | 8      | 27,78      | Resc. cons. |
| gen.-giu. 2013              | Wolfsburg                   | BL                          | 17         | 5          | 9          | 3          | CG              | 2               | 1               | 0               | 1               | -                  | -                  | -                  | -                  | -                  | -           | -           | -           | -           | -           | 19     | 6      | 9      | 4      | 31,58      | Suben., 11º |
| 2013-2014                   | Wolfsburg                   | BL                          | 34         | 18         | 6          | 10         | CG              | 5               | 4               | 0               | 1               | -                  | -                  | -                  | -                  | -                  | -           | -           | -           | -           | -           | 39     | 22     | 6      | 11     | 56,41      | 5º          |
| 2014-2015                   | Wolfsburg                   | BL                          | 34         | 20         | 9          | 5          | CG              | 6               | 5               | 1               | 0               | UEL                | 12                 | 6                  | 3                  | 3                  | -           | -           | -           | -           | -           | 52     | 31     | 13     | 8      | 59,62      | 2º          |
| 2015-2016                   | Wolfsburg                   | BL                          | 34         | 12         | 9          | 13         | CG              | 2               | 1               | 0               | 1               | UCL                | 10                 | 7                  | 0                  | 3                  | SG          | 1           | 0           | 1           | 0           | 47     | 20     | 10     | 17     | 42,55      | 8º          |
| ago.-ott. 2016              | Wolfsburg                   | BL                          | 7          | 1          | 3          | 3          | CG              | 1               | 1               | 0               | 0               | -                  | -                  | -                  | -                  | -                  | -           | -           | -           | -           | -           | 8      | 2      | 3      | 3      | 25,00      | Eson.       |
| Totale Wolfsburg            | Totale Wolfsburg            | Totale Wolfsburg            | 126        | 56         | 36         | 34         |                 | 16              | 12              | 1               | 3               |                    | 22                 | 13                 | 3                  | 6                  |             | 1           | 0           | 1           | 0           | 165    | 81     | 41     | 43     | 49,09      |             |
| dic. 2016-mag. 2017         | Borussia M'gladbach         | BL                          | 18         | 8          | 5          | 5          | CG              | 2               | 1               | 1               | 0               | UEL                | 4                  | 1                  | 2                  | 1                  | -           | -           | -           | -           | -           | 24     | 10     | 8      | 6      | 41,67      | Suben., 9º  |
| 2017-2018                   | Borussia M'gladbach         | BL                          | 34         | 13         | 8          | 13         | CG              | 3               | 2               | 0               | 1               | -                  | -                  | -                  | -                  | -                  | -           | -           | -           | -           | -           | 37     | 15     | 8      | 14     | 40,54      | 9º          |
| 2018-2019                   | Borussia M'gladbach         | BL                          | 34         | 16         | 7          | 11         | CG              | 2               | 1               | 0               | 1               | -                  | -                  | -                  | -                  | -                  | -           | -           | -           | -           | -           | 36     | 17     | 7      | 12     | 47,22      | 5º          |
| Totale Borussia M'gladbach  | Totale Borussia M'gladbach  | Totale Borussia M'gladbach  | 86         | 37         | 20         | 29         |                 | 7               | 4               | 1               | 2               |                    | 4                  | 1                  | 2                  | 1                  |             | -           | -           | -           | -           | 97     | 42     | 23     | 32     | 43,30      |             |
| 2019-2020                   | Amburgo                     | 2. BL                       | 34         | 15         | 11         | 8          | CG              | 2               | 0               | 1               | 1               | -                  | -                  | -                  | -                  | -                  | -           | -           | -           | -           | -           | 36     | 15     | 12     | 9      | 41,67      | 4°          |
| feb.-giu.2023               | Norimberga                  | 2. BL                       | 13         | 4          | 5          | 4          | CG              | 1               | 0               | 0               | 1               | -                  | -                  | -                  | -                  | -                  | -           | -           | -           | -           | -           | 14     | 4      | 5      | 5      | 28,57      | 14°         |
| Totale Norimberga           | Totale Norimberga           | Totale Norimberga           | 117        | 41         | 28         | 48         |                 | 9               | 5               | 0               | 4               |                    | -                  | -                  | -                  | -                  |             | -           | -           | -           | -           | 126    | 46     | 28     | 52     | 36,51      |             |
| nov. 2024 - mag. 2025       | Bochum                      | BL                          | 25         | 6          | 6          | 13         | CG              | 0               | 0               | 0               | 0               | -                  | -                  | -                  | -                  | -                  | -           | -           | -           | -           | -           | 25     | 6      | 6      | 13     | 24,00      | 18° (retr.) |
| Totale carriera             | Totale carriera             | Totale carriera             | 692        | 282        | 172        | 238        |                 | 53              | 31              | 4               | 18              |                    | 34                 | 17                 | 8                  | 9                  |             | 1           | 0           | 1           | 0           | 780    | 330    | 185    | 265    | 42,31      |             |

## Palmarès

### Giocatore

#### Competizioni nazionali
- Fußball-Regionalliga: 1

Hannover 96: 1996-1997

### Allenatore

#### Club
- Coppa di Germania: 1

Wolfsburg: 2014-2015
- Supercoppa di Germania: 1

Wolfsburg: 2015

#### Individuale
- Allenatore tedesco dell'anno: 1

2015